# Ichneumon quadriannellatus
Ichneumon quadriannellatus är en stekelart som beskrevs av Thomson 1893. Ichneumon quadriannellatus ingår i släktet Ichneumon och familjen brokparasitsteklar. Arten är reproducerande i Sverige. Inga underarter finns listade i Catalogue of Life.